# François Chaslin
François Chaslin (Bollène, 10 de agosto de 1948-Lanildut, 7 de agosto de 2025) fue un arquitecto, crítico de arquitectura y ensayista francés.

## Biografía
Chaslin ha sido profesor de arquitectura en las escuelas francesas de arquitectura de Lille y París-Malaquais. De 1992 a 2012 fue productor de la emisión semanal de Métropolitains en France Culture. Anteriormente, había trabajado como responsable de exposiciones del Instituto Francés de Arquitectura, como redactor jefe de L’Architecture d’aujourd’hui, de Cahiers de la recherche architecturale y de Techniques et Architecture.
Como autor, colabora regularmente con medios como Le Monde, Libération o El País, en los que escribe artículos sobre arquitectura. Además, ha publicado numerosos libros que tratan cuestiones como la historia de la arquitectura o la relación entre la memoria y la arquitectura. Entre sus obras cabe destacar Les Paris de François Mitterrand (Gallimard, 1985), Une haine monumentale. Essai sur la destruction des villes en ex-Yougoslavie (Descartes & Cie, 1997) y Un Corbusier (Seuil, 2015).
François Chaslin es miembro de la Academia de Arquitectura (2004), y correspondiente del Instituto de Francia en la Academia de Bellas Artes (2009).